# Добрава Юріївна
Добрава-Олена Юріївна (*1210/1215 —1246/1247) — перша дружина Волинського князя Василька Романовича.

## Життєпис
Походила з роду Рюриковичів, гілки Юрійовичів. Донька Юрія II, великого князя Володимирсько-суздальського, і Агафії, доньки Всеволода IV, Великого князя Київського. 
Народилася між 1210 та 1215 роками. Отримала слов'янське ім'я Добрава або Дубравка, а при хрещенні — Олена.
У 1226 році видана заміж за волинського князя Василька Романовича. Дітей не було. Ймовірно  значної ваги  не мала, особливо після поразки й загибелі її батька у 1238 році у війні з монголами. Врятувалася під час монгольської навали на Русь. Померла у 1246 або 1247 році.